# Kees Schaap
Kees Schaap (1959) is een Nederlandse documentairemaker en regisseur. 
Toen hij werd afgewezen voor de Filmacademie besloot Kees Schaap sociale geografie te gaan studeren. Voor de invulling voor zijn veldwerk maakte hij als filmstudent in 1987 zijn eerste film over een Palestijnse familie op de Westelijke Jordaanoever. Hij deed dat in de hoop dat de film hun leven positief zou beïnvloeden. Mede door de intifada raakte hij nadien het contact met de familie kwijt, en de gemaakte film werd nooit uitgezonden. Uit schaamte dat hij dat hij de verwachting nooit had kunnen waarmaken, keerde hij 33 jaar later, met zijn zoon, terug naar de familie. De neerslag van hun ontmoeting was in 2020 te zien in de documentaire When are you coming back, Kees?.

## Vluchtelingen en vrijheid
Schaap werkte voor onder meer de VPRO en de NPS. Vanaf 1999 maakte hij jarenlang journalistieke documentaires voor het VARA-programma Zembla. Vanaf 2008 richtte hij zich met zijn productieplatform Episode One op het maken van documentaireseries.
In zijn documentaires zijn vluchtelingen, vrijheid en grenzen meermaals het onderwerp. Meerdere film hebben te maken met het Midden-Oosten en Turkije. In de vijfdelige film Veerboot naar Holland, die hij maakte met regisseur Fidan Ekiz worden de immigratieverhalen van Ekiz' ouders en een aantal andere Turkse gezinnen verteld. Schaap maakte meerdere films met Ekiz. In De Pen en het zwaard gingen zij op zoek naar journalisten die met grote risico's voor henzelf in landen werken waar de persvrijheid onder druk staat. Drie jaar later verscheen Strijd om Istanbul Daarin volgden Schaap en Ekiz een jaar lang een aantal gewone inwoners van de traditionele wijk Uskudar en de moderne wijk Kadikoy. Ze ziet hoe de levens van de inwoners veranderen als gevolg van de steeds grimmiger wordende strijd tussen moderne seculiere bewoners en de conservatieve partij van president Erdogan. Schaaps documentaire Uitgezet volgde een aantal uitgezette Nederlandse asielkinderen.
9/11: de dag die de wereld veranderde is een film over oorzaken, motieven en gevolgen van de Strijd tegen terrorisme. De documentaire Vrijheid, Gelijkheid, Broederschap met politicoloog en presentator Pieter Hilhorst toont dat een aantal ideeën over de mens en de economie niet langer blijken te kloppen. 
In Bloedbroeders gaan de Turks-Nederlandse journalist Sinan Can en de Armeens-Nederlandse musicalacteur Ara Halici op zoek naar de waarheid over de Armeense Genocide. Grenzen en vrijheid speelden letterlijk in de aflevering De Muur. In deze documentaireserie bezocht Menno Bentveld 25 jaar na de val van de Berlijnse Muur een aantal bijna vergeten scheidingsmuren in zes landen.

## Burgers in verzet
Ook een aantal Nederlandse documentaires van Kees Schaap gaan over vrijheid en mensen die in de knel zijn geraakt. Zo staan in de vierdelige serie Bandidos een aantal Nederlandse straatjongens centraal, die het leger ingingen om zo een toekomst op te bouwen. En de uitzendingen Op de barricades, met Fidan Ekiz en Opstandelingen, seizoen 1 , met Sophie Hilbrand worden burgers geportretteerd die zich verzetten tegen lokaal bestuurlijk onrecht.

## Doofpot
Als onderzoeksjournalist maakte Kees Schaap samen met Foeke de Koe in 2019 De ondergang van de Van Imhoff. De Nederlandse kapitein van de Van Imhoff bleek in 1942 honderden Duitse drenkelingen bij Sumatra hun lot overgelaten te hebben, waardoor zij verdronken. In de driedelige documentaire kwam aan het licht dat de affaire na de oorlog in de doofpot was gestopt.
Voor het programma Ik, Plastic reisde Menno Bentveld door vele landen om de negatieve gevolgen van plastic in beeld te brengen.

## Erkenning
Veerboot naar Holland werd in Wenen onderscheiden met de Erasmus Euro Media Award Medal of Exellence en in Nederland met de Persprijs Rotterdam. Een jaar later werd 9/11: de dag die de wereld veranderde onderscheiden met het Gouden Beeld en won bovendien de Golden Award op het Al Jazeera Film Festival. Als regisseur van het team van de serie Uitgezet werd aan Schaap eind 2013 de Clara Meijer-Wichmann Penning uitgereikt. Deze penning van De Liga voor de Rechten van de Mens en van Stichting J’accuse was een waardering voor de bijdrage van het team aan de bescherming van de rechten van vluchtelingen. Ook in 2015 kwam Kees Schaap tweemaal in het nieuws. De Muur werd winnaar van TV Beelden en Bloedbroeders werd zelfs tweemaal genomineerd: voor de International Documentary Association IDA Award, Best Limited Series en er was een nominatie voor de TV Beelden 2016. 
Ook in 2017 werden twee reportages genomineerd. De documentaire Moskeemannetjes over de Roosendaalse moskee werd genomineerd voor TV-Beelden 2017 en De Pen en het Zwaard kreeg een nominatie voor De Tegel.
De journalistieke vakprijs De Tegel was in 2017 voor De ondergang van de Van Imhoff in de categorie 'Achtergrond'. De documentaire werd bovendien winnaar van het History Film Festval Rijeka in de categorie 'Cinematografie'.
When Are you coming back, Kees? won in 2020 de Award of Merit.

## Films/documentaires
- 2011 - 9/11: de dag die de wereld veranderde
- 2011 - Veerboot naar Holland
- 2012 - Vrijheid, Gelijkheid, Broederschap
- 2013 - Bandidos
- 2013 - Uitgezet
- 2014 - De Muur
- 2015 - Bloedbroeders
- 2016 - De Pen en het zwaard
- 2017 - Op de barricades
- 2019 - De ondergang van de Van Imhoff
- 2019 - Opstandelingen
- 2019 - Ik, Plastic
- 2020 - When are you coming back, Kees?
- 2023 - De doe-het-zelf Dictatuur

## Prijzen
- Award of Merit (2020)
- History Film Festval (2018)
- De Tegel (2017)
- TV Beelden (2015)
- Clara Meijer-Wichmann Penning (2013)
- Gouden Beeld (2012)
- Golden Award Al Jazeera  (2012)
- Persprijs Rotterdam (2011)
- Erasmus Euro Media Award (2011)